# Iryna Brémond

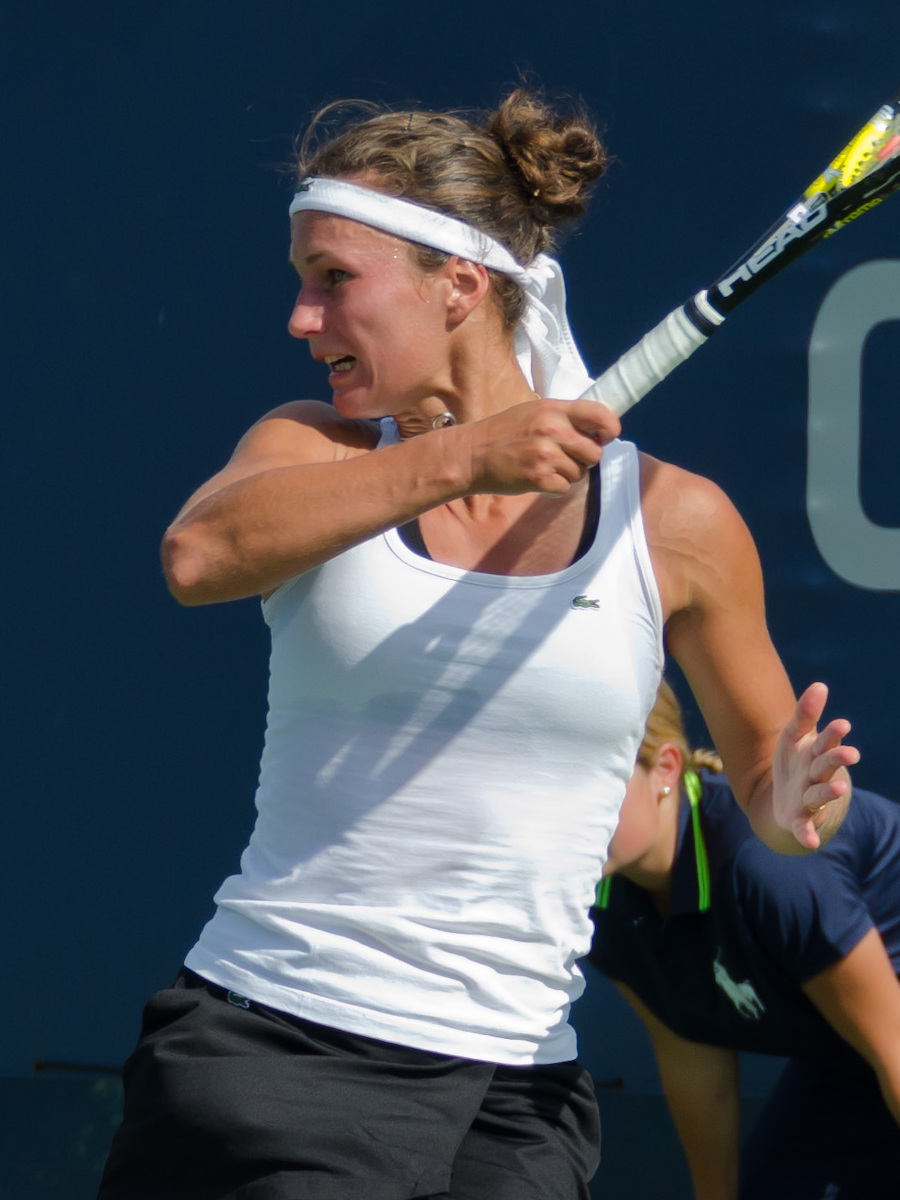
US Open (kwalificatie)

Iryna Brémond, geboren als Iryna Leanidawna Koerjanovitsj (Wit-Russisch: Ірына Леанідаўна Курьянович) (Minsk, 5 oktober 1984) is een voormalig tennisspeelster uit Wit-Rusland, die later naar Frankrijk verhuisde. Zij begon op zevenjarige leeftijd met tennis. Haar favoriete ondergrond is hardcourt. Zij speelt rechtshandig en heeft een tweehandige backhand. Zij was actief in het internationale tennis van 1999 tot en met 2013.

## Persoonlijk
Haar meisjesnaam is Koerjanovitsj, maar sinds januari 2011 is zij getrouwd met haar coach Gérald Brémond, speelt zij onder deze achternaam en komt zij voor Frankrijk uit.

## Loopbaan
Zij speelde haar eerste ITF-toernooi in 1999 in Minsk en haar eerste WTA-kwalificatiepartij in Tasjkent in 2000. In 2007 speelde zij voor het eerst op de hoofdtabel van een WTA-toernooi, in Cincinnati waar zij als lucky loser was ingezet. Voor Roland Garros 2011 ontving zij een wildcard. In februari 2012 bereikte zij haar hoogste positie op de wereldranglijst: 93e in het enkelspel. Tussen 2003 en 2012 won zij vijftien ITF-titels in het enkelspel, en elf in het dubbelspel.

## Posities op deWTA-ranglijst
Positie per einde seizoen:
| jaar | rang enkelspel | rang dubbelspel |
| ---- | -------------- | --------------- |
| 2000 | 982            | 901             |
| 2001 | 1034           | 780             |
| 2002 | 765            | 660             |
| 2003 | 503            | 338             |
| 2004 | 402            | 311             |
| 2005 | 571            | 439             |
| 2006 | 231            | 365             |
| 2007 | 388            | 182             |
| 2008 | 612            | 502             |
| 2009 | 239            | 534             |
| 2010 | 218            | 211             |
| 2011 | 95             | 223             |
| 2012 | 378            | 572             |

## Resultaten grandslamtoernooien
| Legenda | Legenda                          |
| ------- | -------------------------------- |
| g.t.    | geen toernooi gehouden           |
| l.c.    | lagere categorie                 |
| –       | niet deelgenomen                 |
| G       | uitgeschakeld in de groepsfase   |
| 1R      | uitgeschakeld in de eerste ronde |
| 2R      | uitgeschakeld in de tweede ronde |
| 3R      | uitgeschakeld in de derde ronde  |
| 4R      | uitgeschakeld in de vierde ronde |
| KF      | uitgeschakeld in de kwartfinale  |
| HF      | uitgeschakeld in de halve finale |
| F       | de finale verloren               |
| W       | het toernooi gewonnen            |
| w-v     | winst/verlies-balans             |

### Enkelspel
| toernooi        | 2011 | 2012 |
| --------------- | ---- | ---- |
| Australian Open | –    | 1R   |
| Roland Garros   | 2R   | –    |
| Wimbledon       | –    | –    |
| US Open         | –    | –    |

### Vrouwendubbelspel
| toernooi        | 2011 | 2012 |
| --------------- | ---- | ---- |
| Australian Open | –    | –    |
| Roland Garros   | 1R   | 1R   |
| Wimbledon       | –    | –    |
| US Open         | –    | –    |